# Marcin Lewandowski
Marcin Przemysław Lewandowski (Szczecin, 13 de junio de 1987) es un deportista polaco que compite en atletismo, especialista en las carreras de mediofondo.
Ganó una medalla de bronce en el Campeonato Mundial de Atletismo de 2019 y una medalla de plata en el Campeonato Mundial de Atletismo en Pista Cubierta de 2018.
Además, obtuvo tres medallas en el Campeonato Europeo de Atletismo entre los años 2010 y 2018, y cinco medallas en el Campeonato Europeo de Atletismo en Pista Cubierta entre los años 2011 y 2021.
Participó en cuatro Juegos Olímpicos de Verano, entre los años 2008 y 2020, ocupando el sexto lugar en Río de Janeiro 2016, en la prueba de 800 m.

## Palmarés internacional
| Campeonato Mundial                   | Campeonato Mundial       | Campeonato Mundial | Campeonato Mundial |
| Año                                  | Lugar                    | Medalla            | Prueba             |
| ------------------------------------ | ------------------------ | ------------------ | ------------------ |
| 2019                                 | Doha (Catar)             | Medalla de bronce  | 1500 m             |
| Campeonato Mundial en Pista Cubierta |                          |                    |                    |
| Año                                  | Lugar                    | Medalla            | Prueba             |
| 2018                                 | Birmingham (Reino Unido) | Medalla de plata   | 1500 m             |
| Campeonato Europeo                   |                          |                    |                    |
| Año                                  | Lugar                    | Medalla            | Prueba             |
| 2010                                 | Barcelona (España)       | Medalla de oro     | 800 m              |
| 2016                                 | Ámsterdam (Países Bajos) | Medalla de plata   | 800 m              |
| 2018                                 | Berlín (Alemania)        | Medalla de plata   | 1500 m             |
| Campeonato Europeo en Pista Cubierta |                          |                    |                    |
| Año                                  | Lugar                    | Medalla            | Prueba             |
| 2011                                 | París (Francia)          | Medalla de plata   | 800 m              |
| 2015                                 | Praga (República Checa)  | Medalla de oro     | 800 m              |
| 2017                                 | Belgrado (Serbia)        | Medalla de oro     | 1500 m             |
| 2019                                 | Glasgow (Reino Unido)    | Medalla de oro     | 1500 m             |
| 2021                                 | Toruń (Polonia)          | Medalla de plata   | 1500 m             |